# Automolis helga
Automolis helga là một loài bướm đêm thuộc phân họ Arctiinae, họ Erebidae.